# Weseła Bonewa
Weseła Bonewa (bułg. Весела Бонева; ur. 16 kwietnia 1988 roku w Płowdiwie) – bułgarska piosenkarka wykonująca muzykę pop, dance i house.

## Życiorys

### Wczesne lata
Weseła Bonewa urodziła się 16 kwietnia 1988 roku w Płowdiwie. Zaczęła interesować się śpiewaniem w wieku pięciu lat, w tym czasie zaczęła uczęszczać na zajęcia wokalne, w tym m.in. do Teodory Czerniewej, a także uczyła się gry na fortepianie.

### Kariera

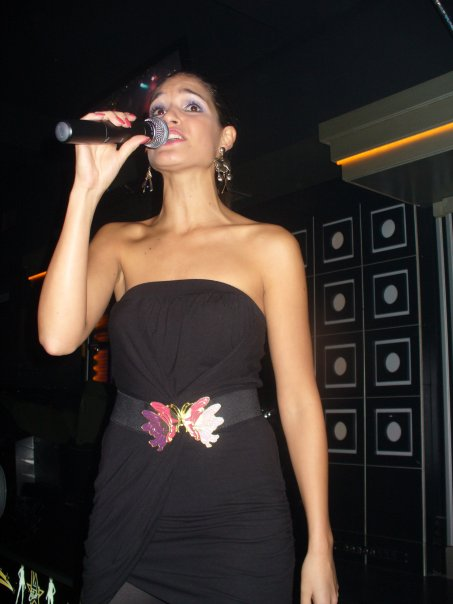
Weseła Bonewa podczas koncertu w klubie LA w Sofii, 2009

W wieku dziesięciu lat nagrała swój pierwszy album studyjny zatytułowany Obyrkwacija, na który muzykę skomponował Waleri Kostow, a teksty napisała Rada Sławinska.
Występowała w programie Kato ływowete. Po udziale w programie wyjechała do Los Angeles razem z innymi bułgarskimi muzykami, z którymi zajęła trzecie miejsce w Międzynarodowej Olimpiadzie Artystycznej. W 2003 roku podpisała kontrakt płytowy z wytwórnią Sylwia Music, pod szyldem której ukazał się jej debiutancki singiel „Nie mie tyrsi”. Rok później została członkinią zespołu Tiramisu, a później – trio Sex’n’Groove.
W 2005 roku Bonewa nawiązała współpracę z projektem Deep Zone, z którym nagrała utwór „The Dance of the World”, zakwalifikowany do stawki krajowych eliminacji eurowizyjnych. Pod koniec stycznia artyści wystąpili w półfinale selekcji i awansowali do finału, w którym zajęli ostatnie, dwunaste miejsce z 0,31% głosów widzów. Rok później piosenkarka została zakwalifikowana do udziału w krajowych eliminacjach eurowizyjnych z dwoma utworami: solowym „Let Me Live Again” oraz „That’s Me” nagranym w duecie z Płamenem Piatowem. Pod koniec lutego zaśpiewała obie propozycje w półfinale selekcji i z obiema awansowała do finału, w którym zajęła kolejno piąte i szóste miejsce.
W tym czasie Bonewa została także ambasadorką akcji Nie zamykaj oczu przeprowadzanej przez magazyn Bravo, której celem było zwrócenie uwagi na przemoc w bułgarskich szkołach. W maju 2007 roku wzięła udział w projekcie Planet Magic Live, z którym wydała m.in. singiel „To Fuck”. W 2009 roku wystąpiła na koncercie Loop Live 2009 organizowanym na Placu Księcia Aleksandra Battenberga oraz oglądanym przez ok. 50 tys. widzów. W trakcie widowiska wystąpili także tacy artyści, jak m.in. Kelly Rowland, Tom Boxer i Eddy Wata. W tym samym roku piosenkarka podpisała kontrakt płytowy z wytwórnią Lasteri Music, pod szyldem której wydała singiel „Ring the Bells”. Rok później rozwiązała umowę i zdecydowała się na niezależną karierę.
W 2013 roku wyjechała do Baku, gdzie wystąpiła na koncercie w towarzystwie m.in. brytyjskiego piosenkarza Craiga Davida. W tym samym roku wydała swoją nową płytę studyjną zatytułowaną Work of Art. W 2015 roku ukazał się singiel „Leten kadyr”, który nagrała we współpracy z Deep Zone Project.
Bonewa udziela się również w dubbingu. Użyczyła głosu kilku postaciom z filmów wytwórni Disneya — Ariel z Małej Syrenki (śpiew), Annie z Krainy Lodu oraz Mirabel z filmu Nasze magiczne Encanto.

## Dyskografia

### Albumy studyjne
- Obyrkwacija (1998)
- Work of Art (2013)